# OZ Chrono Chronicle
『OZ Chrono Chronicle 』(オズ クロノクロニクル)は、韓国の Wave3Studio が開発しDMM.comより配信されていたスマートフォン用ゲームアプリ。基本プレイ無料（アイテム課金制）。2016年5月24日サービス開始。略称は『オズクロ』。
2017年2月28日をもってサービスを終了した。